# 再見繪梨
《再見繪梨》是日本漫畫家藤本樹於2022年4月11日在集英社的漫畫平台網站少年Jump+上發表的單篇作品，共200頁。全篇的分鏡以類似電影分鏡的方式繪製，劇情描述主角將自己母親死亡的經過拍攝成電影，並在學校公開上映後引發的事件。

## 劇情
少年優太的母親懷有重病，優太平時以手機拍攝母親生前的各種模樣，並剪輯成影片。之後優太將他做好的影片，在校祭活動時的禮堂上播放給大家欣賞。該影片從一開始到結束之前內容看起來是感人的紀錄片，不過結局內容是優太沒有勇氣去醫院看她母親最後一面，而從醫院門口逃跑。影片最後一幕便是優太在逃跑時他背後的醫院發生爆炸，並突兀地結束。此結局被不少師生認為是在褻瀆死者，優太也遭受到許多批評。
不久，苦悶的優太來到母親病逝醫院的頂樓，打算跳樓自殺。但他身旁一位名叫繪梨的少女叫住他，在她認出對方是優太時，馬上把優太帶去一間自己專門用來觀賞電影的廢棄房間。隨後繪梨向優太表示，自己因為優太製作的電影而感動落淚，並對其他師生嘲弄自己的反應一事很不服氣。繪梨要優太自此以後都得和自己到這間房間欣賞、研究電影，並製作一部電影在隔年校祭播出，力圖讓大家感動落淚。
在兩人觀看許多電影後，優太策劃了一部改編自身經歷的電影。劇情描述少年拍了部母親生前的紀錄片，不過影片內容遭受大家批評，失落的少年在打算去跳樓自殺時，在頂樓遇到一名活上千年的女吸血鬼。女吸血鬼即將因病而死，因此請求那名少年拍一部能讓大家懷念她的影片，隨後少年在拍片過程裡逐漸與女吸血鬼之間產生戀情。劇中的女吸血鬼由繪梨飾演，不過繪梨實際上也身懷重病，因此在拍片的過程中病倒好幾次，優太將自己和繪梨相處的生活點滴作為題材剪輯在影片中。該電影的結局是優太與臨死前的繪梨之間，一段誠懇的談話。優太在校祭播放此影片，成功讓在場觀看的學生們感動落淚。
往後好一段時間，優太出了社會並娶妻育女，但他內心裡一直忘不了繪梨的事，因此私下常將電影的素材重新剪輯編修。之後某日，優太的妻女和父親因車禍過世。優太自認喪失人生意義，便前往過去與繪梨一同看電影的廢棄房間，準備上吊自殺。不過當優太來到房間後，卻看到活生生的繪梨就坐在那裡看著優太拍的影片。
繪梨之後向優太坦白，她的身份真的是一名吸血鬼，但有每隔200年因腦內記憶超過負荷而死去，之後會再次復活的情況。她進一步解釋，自己復活時都會失去記憶，因此會在死亡前將上輩子的事寫在紙上，讓重生後的自己閱讀。優太問繪梨是否會因為親友一一離開而感到寂寞。繪梨表示這種感覺在優太拍攝了電影後已不復存在，因為即使遺忘了，也能依靠這部電影不斷回味。
與繪梨對談後，優太不再想自殺，他向繪梨說再見後離開了房間。故事最後一幕是優太背對著爆炸的廢棄房間，頭也不回地離去。

## 發行
此作品在2022年4月11日於少年Jump+網站上公開，是自藤本樹在同一平台發布143頁的《驀然回首》後所發布的單篇漫畫。單行本是在2022年7月4日發行，當天也一同公開藤本樹和遠田合力創作的單篇漫畫《好好地聽一下吧》。
日本海外方面，碧日負責了此篇漫畫發行，MANGA Plus也提供了線上觀看此篇漫畫英語及西班牙語版的服務，Bilibili提供了线上观看简体中文版服务。
| 卷數 | 集英社       | 集英社                 | 文化傳信      | 文化傳信               | 東立出版社    | 東立出版社                           | 墨狸      | 墨狸                   |
| 卷數 | 發售日期     | ISBN                   | 發售日期      | ISBN                   | 發售日期      | ISBN                                 | 發售日期  | ISBN                   |
| ---- | ------------ | ---------------------- | ------------- | ---------------------- | ------------- | ------------------------------------ | --------- | ---------------------- |
| 1    | 2022年7月4日 | ISBN 978-4-08-883167-1 | 2022年12月5日 | ISBN 978-988-8722-00-6 | 2023年1月12日 | ISBN 978-626-347-607-3（首刷限定版） | 2023年1月 | ISBN 978-7-5217-4823-9 |
| 1    | 2022年7月4日 | ISBN 978-4-08-883167-1 | 2022年12月5日 | ISBN 978-988-8722-00-6 | 2023年1月17日 | ISBN 978-626-347-606-6               | 2023年1月 | ISBN 978-7-5217-4823-9 |

## 迴響
在《再見繪梨》發布後6小時，即在日本當地推特的熱門趨勢獲得第1名，並在不到一天的時間裡累積超過220萬次閱覽數。該期間日本當地有許多反應著翻完這部漫畫就像看了一部B級片、或是能感受到藤本樹對B級片電影的熱愛程度，如此感想的推文。並連帶影響將「爛片」一詞，成為該時段日本的推特趨勢。漫畫裡的劇情內容，另外被不少讀者猜測是向描述一名少年與名叫艾麗（Eli）的女吸血鬼之間萌生戀情關係的西洋電影《血色入侵》致敬。
日本海外的娛樂新聞網站Bleeding Cool的專欄認為這部內容即灰暗、超乎現實、感傷的作品，可說是2022年度最好的漫畫之一，是一部在傳遞關於愛、失落、哀傷等主題的沉思，能比用電影表現還更具力道的漫畫。漫畫書資源網評論與藤本樹的前一部短篇《驀然回首》相比，《再見繪梨》同樣是個美麗又令人感到痛心的作品，並且像是在提醒曾經有過失去經歷的讀者們，藝術的存在正是為了記住與懷念某個事物的美好一面。Pledge Times商業新聞網站表示著，如果不確定美麗但修飾過的回憶、與殘酷但真實的記憶哪個才值得，或許方法就是跟漫畫結局一樣，在忘卻來臨之前炸毀一切。
2022年12月，《再見繪梨》在2023年版的《這本漫畫真厲害！》贏得男生篇第二名，也是作者藤本樹第四部獲得此獎的作品。亦在2024年7月的日本博覽會獲頒金達摩獎最佳one shot獎和最佳劇本獎。

## 備註
1. ↑  此角色的日文譯名，與繪梨發音相同[11]。

## 外部連結
- 少年Jump+網站上的《再見繪梨》公開頁面，存于
- 集英社的《再見繪梨》單行本介紹頁面